# Please Don't Touch
«Please Don't Touch» es el sencillo debut de la agrupación de rock and roll inglesa Johnny Kidd & the Pirates, publicado en 1959. El sencillo alcanzó la posición n.º 25 en la lista de éxitos UK Singles Chart.

## Créditos
- Johnny Kidd – voz
- Mike West, Tom Brown – coros
- Alan Caddy – guitarra líder
- Tony Doherty – guitarra rítmica
- Johnny Gordon – bajo
- Ken McKay – batería

## Versiones
En 1980 Motörhead grabó una versión de la canción junto a la banda Girlschool para el EP St. Valentine's Day Massacre.

En 1980 Loquillo grabó una versión de la canción llamada Nena, no me toques, incluida en su álbum Los tiempos están cambiando.